# Mjanma
Mjanma (birm. မြန်မာ, trb. Myanma lub Mranma (w transkrypcji MLCTS), wym. w IPA: /mjəmaː˧˧˦/), Birma (dawniej oficjalnie: Związek Birmański), nazwa oficjalna Republika Związku Mjanmy, birm. ပြည်ထောင်စု သမ္မတ မြန်မာနိုင်ငံတော်‌ trb. Pyidaungzu Thammada Myanma Naingngandaw lub Pranyhtaungcu. Sa.ma.ta. Mranma Nuingngamtau (w transkrypcji MLCTS), wym. /pjìdàʊɴzṵ θàɴməda̰ mjəmà nàɪɴŋàɴdɔ̀/) – państwo położone w Azji Południowo-Wschodniej nad Zatoką Bengalską i Morzem Andamańskim, wzdłuż rzeki Irawadi. Graniczy z Chinami, Tajlandią, Indiami, Laosem oraz Bangladeszem. Klimat monsunowy, połowę powierzchni zajmują lasy. Dominującą religią jest buddyzm, a grupą etniczną – Bamarowie, którzy przybyli tu około IX wieku. Początkiem państwowości birmańskiej było powstałe w XI wieku Królestwo Paganu, którego tradycje kontynuowało Taungu, a następnie dynastia Konbaung, pokonana przez Brytyjczyków. Największym miastem jest Rangun, drugie miejsce zajmuje Mandalaj. Gospodarka Mjanmy jest oparta na uprawie ryżu oraz przemyśle spożywczym i drzewnym.

## Nazwa
Nazwa „Burma” była używana oficjalnie w czasach kolonialnych, jako nazwa brytyjskiej kolonii, natomiast naród birmański używał nazwy „Myanma” („Kraj silnych jeźdźców”), bądź jej potocznej wersji „Bamar”. Nazwa ta stanowiła również określenie narodu birmańskiego i to ona posłużyła Brytyjczykom jako podstawa do ukucia własnej wersji i do roku 1989 problem nazewnictwa nie istniał .
Junta wojskowa w 1989 roku przyjęła angielski zapis nazwy kraju „Myanmar” (Union of Myanmar) zamiast dotychczasowej formy „Burma” (Union of Burma), przy czym zmianie nie uległa nazwa birmańska „Myanma”. Mimo zmiany nazwy, nowa forma nie jest uznawana przez część krajów. Zaakceptowały ją jednak ONZ oraz Stowarzyszenie Narodów Azji Południowo-Wschodniej (ang. Association of South-East Asian Nations, ASEAN) .
W Polsce Komisja Standaryzacji Nazw Geograficznych od 2002 roku zalecała używanie tradycyjnej nazwy „Birma” („Związek Birmański”), z zastrzeżeniem, że w tekstach oficjalnych powinno się używać nazwy „Związek Myanmar”, przyjętej przez Ministerstwo Spraw Zagranicznych (MSZ) . W 2011 roku, po zmianie przez władze birmańskie długiej nazwy państwa, Komisja Standaryzacji Nazw Geograficznych ustaliła, po uzyskaniu akceptacji Komisji Ortograficzno-Onomastycznej Rady Języka Polskiego, nową nazwę w postaci „Republika Związku Mjanmy” . W tym samym czasie MSZ zaniechało stosowania nazwy „Związek Myanmar”, przyjmując w zamian formę „Republika Związku Mianma”, przy jednoczesnym stosowaniu jako nazwy krótkiej podwójnej formy „Birma/Związek Mianma”. Niemniej stanowisko MSZ nie do końca jest jasno sprecyzowane, gdyż równolegle stosowane są także zapisy: „Birma/Myanmar” i „Republika Związku Myanmar”, dawny zapis „Myanmar” i „Związek Myanmar” oraz formy „Mjanma” i „Republika Związku Mjanmy”.
W 2012 roku Komisja Standaryzacji Nazw Geograficznych ustaliła krótką nazwę państwa Mjanma z zastrzeżeniem, że nazwą wariantową pozostaje Birma  . Urząd Publikacji Unii Europejskiej zaleca natomiast stosowanie po polsku w tekstach unijnych podwójnej formy „Mjanma/Birma”, bez stosowania jakiejkolwiek nazwy długiej . Pomimo to, nazwy zalecane przez Komisję Standaryzacji Nazw Geograficznych zaczął stosować Parlament Europejski .
Polska wymowa nazwy „Myanmar” nie jest ustalona. W wymowie birmańskiej końcowe „r” jest nieme ([mjəmà]). Proponowane były różne spolszczenia, mające oddawać przybliżoną wymowę birmańską (Mianma  , Mjanma ) lub spolszczony zapis angielski (Mianmar, Mjanmar ). Wielki słownik ortograficzny PWN zaleca odmienianie nazwy Myanmar (Myanmaru, Myanmarze) , co sugeruje wymowę z „r” na końcu. Komisja Standaryzacji Nazw Geograficznych zaleciła stosowanie zapisu Mjanma, MSZ zaczęło zaś stosować także formę Mianma – obie bardziej zbliżone do wymowy birmańskiej od dotychczas stosowanej formy Myanmar.

## Geografia
Drugie, po Indonezji, pod względem wielkości państwo regionu Azji Południowo-Wschodniej. Położone na Półwyspie Indochińskim, nad Zatoką Bengalską i Morzem Andamańskim.
Mjanma zajmuje powierzchnię 676,5 tys. km² , a zamieszkuje ją prawie 51,5 miliona ludzi (2014) .
- Długość granic: 6285 km (Bangladesz 272 km, Chiny 2227 km, Indie 1453 km, Laos 235 km, Tajlandia 2098 km)[c][17].
- Najwyższy punkt: Kagaboyazi, 5881 m n.p.m.
- Klimat: zwrotnikowy, monsunowy wilgotny[18], z trzema porami roku: gorącą porą suchą od marca do maja, porą deszczową od maja-czerwca do października i chłodną porą suchą od listopada do lutego[19].

## Historia

### Przedkolonialna Birma
Najstarsze ślady obecności człowieka na terenie Mjanmy datowane są na ok. 400 000 p.n.e. – kultura anyathijska. Na stanowiskach tej kultury odkryto sześć rodzajów pięściaków. Przedstawiciele kultury anyathijskiej żyli ze zbieractwa i łowiectwa. Pierwsze bardziej zaawansowane kultury, datowane od 11 000 p.n.e., pozostawiły po sobie malowidła naskalne w jaskiniach w centralnej części Mjanmy – np. odkryte w 1969 roku w jaskini Padah-Lin. Rozwój osadnictwa w epokach brązu i żelaza przebiegał podobnie jak w innych rejonach Azji południowo-wschodniej. Pierwszymi zidentyfikowanymi mieszkańcami terenów dzisiejszej Mjanmy był – w Górnej Birmie – lud Pyu, którego największym miastem była Śrikszetra, której ruiny znajdują się niedaleko współczesnego Pyain. Pierwsze świadectwa dotyczące ludu Pyu pochodzą z II wieku. Lud Pyu zaczął stosować system nawadniania z wykorzystaniem grobli spiętrzających wodę oraz uporządkowany, wzorowany na indyjskim system urbanistyczny (np. budowa 12 bram w murach otaczających miasta). Złoty okres cywilizacji Pyu rozpoczął się w IV wieku, a jej upadek natomiast nastąpił w IX wieku.
W Dolnej Birmie natomiast zamieszkiwali Monowie. Ludy te tworzyły miasta-państwa oraz niewielkie księstwa, które sąsiadowały z koloniami przybyszów z Indii, od których przejmowały kulturę hinduską. W pierwszej połowie I tysiąclecia n.e. w środkowej Mjanmie na lokalną potęgę wyrosło mońskie królestwo ze stolicą w Thaton. Jego ludność przyjęła jako swoją religię buddyzm. Wódz ludu Mranma (Birmańczyków), Anawrahta, zjednoczył Równinę Irawadi i założył królestwo Paganu, zwane także Pierwszym Imperium Birmańskim, którym rządził od 1044 do 1077. Wykształcił się w nim model rządzenia królestwem, w którym góruje koncepcja króla jako „władcy uniwersalnego”, który powinien kierować się naukami Buddy . Królestwo zostało zdobyte przez Mongołów w 1287 roku, i tym samym nastąpił upadek Paganu .
Kolejne lata to okres rozbicia, chaosu oraz walk o lokalne przywództwo pomiędzy najsilniejszymi księstwami: Hanthawaddy, Arakanem, Taungoo i Ava. W drugiej połowie XVI w. na kilkadziesiąt lat udało się zjednoczyć kraj królowi Bayinnaungowi z dynastii Taungngoo i założyć Drugie Imperium Birmańskie. Bayinnaung zdobył znaczną większość terytorium teraźniejszej Birmy i podbił syjamską Ajjutthaję, czyniąc z Birmy największe imperium Azji Południowo-Wschodniej . Po śmierci Bayinnaunga większość kraju popadła w rozdrobnienie, jedynie w Górnej Birmie władzę sprawowała ponownie dynastia Taungoo. W 1752 roku stolicę państwa dynastii Taungoo – Awę pod wodzą króla Binnya Dali najechali Monowie. Charyzmatyczny wódz wioski Shwebo – Aung Zeya pokonał Monów, zdobył Awę w 1754 roku, koronował się na króla i przybrał nowe imię – Alaungpaya, a następnie zdobył stolicę Monów – Pegu . Tym samym Alaungpaya założył Trzecie Imperium Birmańskie. Państwo stało się monarchią absolutystyczną, nastawioną na ekspansję terytorialną. W 1766 roku po zwycięskiej wojnie z Syjamem do Mjanmy przyłączono nadmorską prowincję Taninthayi, w 1784 roku Arakan, a w 1816 roku Manipur.

### Era kolonialna
Kupcy europejscy (Portugalczycy, Holendrzy i Francuzi) pojawili się w Mjanmie już w XV wieku. Pierwszą udokumentowaną wizytę Europejczyków datuje się na rok 1435, kiedy to do Mjanmy miał przybyć wenecki kupiec Niccolò dei Conti . Początki ery kolonializmu datuje się na rok 1826, po przegranej przez Mjanmę pierwszej wojnie brytyjsko-birmańskiej. W 1853 roku Wielka Brytania dokonała aneksji Dolnej Birmy, a w 1886 roku miało miejsce wcielenie Górnej Birmy do Indii Brytyjskich.
W 1906 roku założono wzorowany na YMCA Związek Buddyjskiej Młodzieży Męskiej (ang. Young Men’s Buddhist Associations, YMBA), któremu przewodniczył U May Oung (arakański absolwent University of Cambridge). Początkowo YMBA skupił się na wytworzeniu mitu długiej tradycji państwowości birmańskiej (ciężko tytuł ten jednoznacznie przydać dawnym formom birmańskich rządów), na zdefiniowaniu pojęcia „birmańskość” oraz na tzw. kwestii butów (obowiązek uszanowania zwyczaju ściągania butów przed wejściem do świątyń i domów dla obcokrajowców). Ich postulatami były między innymi: przywrócenie kluczowej roli buddyzmu, oparcie się na birmańskiej etniczności oraz ponowna interpretacja tradycyjnej państwowości w duchu prekolonialnej Birmy . W grudniu 1920 roku studenci Uniwersytetu Ranguńskiego rozpoczęli strajk przeciwko Ustawie Uniwersytetu Ranguńskiego, która oddawała najwyższe stanowisko nowej uczelni gubernatorowi i nie posiadała ani jednego Birmańczyka wśród swoich władz. W zamyśle Brytyjczyków uczelnia miała za zadanie szkolić elity zdolne do współpracy z kolonistami w oparciu o mechanizm znany z Indii. Z czasem studencki protest przyjął charakter ogólnonarodowy. Stało się to pomimo tego, że uchwalone w 1921 roku przedłużenie Ustawy Indii z 1919 roku na Birmę, zapewniało Birmańczykom większą samorządność, choć dalej pod silnym brytyjskim przewodnictwem . Do 1924 roku we wsiach w całej Birmie powstawały „stowarzyszenia nacjonalistyczne”, które kontaktowały się ze swoimi miejskimi odpowiednikami i propagowały „bierny opór”. W takich okolicznościach, po trzęsieniu ziemi uznawanym przez Birmańczyków tradycyjnie za oznakę końca epoki, 28 października 1924 roku o godzinie 23:33 Sam Saya San będący „orientalną krzyżówką duchownego ze znachorem” i lokalnym biznesmenem ogłosił się królem stojącym na czele armii „Galon”. Tak zwane Powstanie Saya Sana przeciwko rządom brytyjskim posiadało swoisty „antycywilizacyjny” charakter, lecz wobec braku jakiegokolwiek efektywniejszego uzbrojenia, skazane było na porażkę. Brytyjczykom stłumienie powstania zajęło dwa lata, a w jego efekcie zginęło od 1,5 do 3 tysięcy powstańców, a 9 tysięcy trafiło do obozów koncentracyjnych. Wśród 128 powieszonych osób znajdował się sam Saya San.
30 maja 1930 roku powstało również stowarzyszenie Dobama Asiayone (pol. My Birmańczycy), które przedstawiło postulat „Birma dla Birmańczyków” i zapoczątkowało tzw. „Ruch Thakinów („Panów”)” . Ten ostatni stał się głównym aktorem birmańskich dążeń niepodległościowych, kiedy w 1936 roku wybuchł kolejny strajk studencki na uniwersytecie w Rangunie po tym, jak z uczelni wyrzucono Aung Sana i U Nu, przyszłego premiera. 1 kwietnia 1937 roku Birma została wydzielona z Indii Brytyjskich jako odrębna jednostka administracyjna z własnym zgromadzeniem i rządem. Uchwalono nową konstytucję, powołano rząd odpowiedzialny przed parlamentem w Londynie. Gubernator powoływany przez króla miał za zadanie wskazywać przewodniczącego Rady Ministrów, czyli premiera, którym został Ba Maw.
W styczniu 1942 roku Japonia zaatakowała Mjanmę z myślą o odcięciu tzw. Drogi Birmańskiej, ciągnącej się na pograniczu chińsko-birmańskim, która stanowiła kanał zaopatrzeniowy dla wojsk Czang Kaj-szeka . Po trzech miesiącach Japończycy odnieśli zwycięstwo, do którego przyczyniła się ich wieloletnia praca wywiadowcza poprzedzająca inwazję. Po zwycięskiej kampanii, Japończycy przekonali Ba Mawa, aby został szefem rządu, co nastąpiło w sierpniu tego samego roku. W czasie brytyjskich aresztowań birmańskich działaczy nacjonalistycznych, Aung San udał się do chińskiego miasta Xiamen, rządzonego przez Japończyków. Tam nawiązał kontakt z tajną policją i został wysłany do Tokio na przeszkolenie. Po szkoleniu wrócił do Birmy, gdzie wyselekcjonował grupę 30 bojowników, którzy na wyspie Hajnan pod okiem armii japońskiej przeszli szkolenia wojskowe . 28 grudnia 1941 roku inaugurowano Birmańską Armię Niepodległościową (ang. Burma Independance Army, BIA), która następnie przekształciła się w Birmańską Armię Narodową (ang. Burma National Army, BNA). Początkowo Japończycy pozostawili Birmańczykom rozległą samorządność, jednak wobec braku efektywnej władzy nad jednostką na pewien czas zdecydowali się na bezpośrednią kontrolę nad jednostką. Jednak 1 sierpnia 1943 roku Birma pod nazwą „Bama” została ogłoszona formalnie „niepodległym” państwem ze stolicą w Rangunie. Akt ten wymierzony był w Indie i miał na celu podburzanie tamtejszej ludności przeciwko Brytyjczykom. Niepodległość Birmy była fikcyjna, gdyż wojska japońskie nadal stacjonowały w Mjanmie, a marionetkowy rząd był wciąż podległy Japonii . Utworzono tytuł dyktatora, który objął Ba Maw . Aung San został ministrem wojny, czyli de facto drugą najważniejszą osobą w państwie .
W 1944 roku powstał tajny sojusz antyjapoński – Organizacja Antyfaszystowska, która 19 sierpnia 1945 roku przekształciła się w Antyfaszystowską Ligę Wolności Ludu (ang. Anti-Fascist People’s Freedom League, AFPFL), na czele której stanął Aung San . 27 marca 1945 roku wybuchło powstanie przeciwko okupacji japońskiej pod wodzą Aung Sana. Do tego zwrotu doszło kilka dni po paradzie wojskowej z 22 marca 1945 roku, kiedy to Aung San wraz z podległymi sobie oddziałami obrócił się przeciwko Japończykom. Bunt doprowadził do ewakuacji Japończyków z Rangunu 27 marca 1945 roku. Antyfaszystowska Liga Wolności Ludu (AFPFL) związana z ruchami antyjapońskimi zdecydowała się na sojusz z Brytyjczykami. Mjanma uwolniła się spod okupacji japońskiej, ale z czasem powracali Brytyjczycy. Sam Aung San został doradcą ds. obrony w Radzie Wykonawczej. W okresie poprzedzającym ostateczną niepodległość Birmy, przez wyniszczony kraj przetoczyły się fale protestów podsycane rozbudzonym duchem niepodległościowym. W wyniku negocjacji z rządem brytyjskim 27 stycznia 1947 roku brytyjski premier Clement Attlee podpisał z Aung Sanem układ, na mocy którego Mjanma miała uzyskać niepodległość. Rada Wykonawcza została rządem tymczasowym, zapowiadano uchwalenie konstytucji potwierdzonej przez brytyjski parlament.

### Uzyskanie przez Birmę niepodległości
W lutym 1947 roku miała miejsce druga konferencja w Panglong, na której zostały ustalone reguły powołania do życia niepodległej Birmy. Nastąpił podział na Birmę właściwą i cztery autonomiczne krainy związkowe: Szan, Kaczin, Karenni i Karen oraz Okrąg Wydzielony Czin . Podział ten uzyskał swoje odwzorowanie w birmańskiej fladze. Ustalona konstytucja gwarantowała rozdział religii od państwa.
9 kwietnia 1947 roku przeprowadzono wybory, które przyniosły sukces Lidze. Zwyciężyła zdobywając 60% głosów, co przełożyło się na 248 z 255 miejsc. Spowodowało to reakcję rywali Ligi, którymi byli dotychczas skupieni w Lidze komuniści (rozbici na ugrupowania Białej i Czerwonej Flagi), a także mniejszości Karenów. 19 lipca 1947 roku podczas spotkania Rady Wykonawczej zamordowano Aung Sana, twórcę birmańskiej niepodległości i niekwestionowanego lidera (do dzisiaj nie rozstrzygnięto jednoznacznie kwestii sprawców, choć doszło wtedy do procesów, skazano domniemanych sprawców, podejrzewano związek zamachu z Brytyjczykami). Pomimo tego, 25 września 1947 roku doszło do uchwalenia konstytucji, a co najważniejsze do podpisania 17 października traktatu brytyjsko-birmańskiego, który uznał pełną niepodległość Mjanmy. Wkrótce uzgodniono, iż wojska brytyjskie wycofają się w najbliższej przyszłości. Jednak konflikt z mniejszościami trwał nadal i miał pozostać jednym z głównych problemów XX-wiecznej Birmy.
4 stycznia 1948 roku Mjanma uzyskała niepodległość od Wielkiej Brytanii. Okres pomiędzy 1948 a 1962 rokiem określany jest mianem „dekady demokratycznej”. Pierwszym prezydentem kraju został Sao Shwe Thaik, a premierem U Nu (właściwie Thakin Nu). U Nu starał się opierać silnym komunistom i wojsku kładąc nacisk na buddyjskie korzenie Birmy. Do jednego z najważniejszych posunięć premiera U Nu (rządzącego na tym stanowisku w latach 1948–1958 i 1960–1962) należało zwołanie VI Soboru Buddyjskiego w 1954 roku, który to miał miejsce w Birmie po raz pierwszy od czasów króla Mindona. W przeciwieństwie do innych byłych kolonii brytyjskich Mjanma nie przystąpiła do Wspólnoty Narodów. Największe sukcesy odnoszono na arenie międzynarodowej, skutecznie wdrażając „politykę niezaangażowania” w rodzącą się „zimną wojnę”, ostatecznie stając się liderem Ruchu Państw Niezaangażowanych. Namacalnym dowodem światowego uznania Birmy była nominacja U Thanta na stanowisko sekretarza generalnego Organizacji Narodów Zjednoczonych (ONZ) w 1961 roku.
Gospodarczo kraj został ożywiony dzięki reparacjom wojennym oraz intensywnemu eksportowi ryżu. W międzyczasie następowała coraz intensywniejsza eskalacja wojny domowej, w której z rządem walczyli separatyści i komuniści (toczący walki z rządem od 1948 roku i wspierani przez Chiny i ZSRR). Wraz z wojną domową rosło znaczenie armii – armia bogaciła się za pośrednictwem otwierających się od 1952 roku Instytutów Służby Obronnej (ang. Defence Services Institute, DSI). Instytuty te miały stanowić wojskowe kantyny sprzedające produkty po preferencyjnych cenach, ale z czasem otwarły one swoje drzwi wszystkim Birmańczykom. Tak działające DSI destabilizowały gospodarkę i jednocześnie przysparzały armii gigantycznych dochodów . Tłem dla wszystkich tych zdarzeń był wewnętrzny konflikt pomiędzy frakcjami Ligi.
Wycofanie się w styczniu 1950 roku wojsk chińskiego Kuomintangu na tereny Birmy zagroziło istnieniu całego państwa, co bezpośrednio przyczyniło się do intensyfikacji wydatków na wojsko. Konsolidując poszczególne oddziały lokalnych watażków w swoje szeregi oraz ustanawiając sieć Instytutów Służby Ochronnej, armia pod wodzą generała Ne Wina stała się najbardziej znaczącą i coraz bardziej niezależną organizacją w kraju, swoistym „państwem w państwie”. Gdy w 1958 roku sytuacja zaczęła się stabilizować, premier U Nu podjął rozmowy z rebeliantami, co spotkało się z dezaprobatą armii w rezultacie czego doszło do wojskowego zamachu stanu, w wyniku którego do władzy doszedł Ne Win. Ne Win objął władzę w 1958 roku ustanawiając tzw. rząd przejściowy. Rządził on do 1960 roku, wdrażając intensywne reformy administracyjno-gospodarcze. W wyniku demokratycznych wyborów władza wróciła w 1960 roku w ręce U Nu, lecz postępujący rozkład Ligi i złe zarządzanie krajem doprowadziły ostatecznie do kolejnego zamachu stanu. 2 marca 1962 roku armia Ne Wina przejęła władzę a U Nu został zmuszony do ucieczki za granicę.
Wraz z zamachem Ne Wina rozpoczęła się dyktatura Birmańskiej Partii Programu Socjalistycznego, która opierała się na programie socjalistycznym, który, jak twierdzono, łączono z myślą buddyjską. Władze krwawo rozprawiały się z wszelkimi przejawami buntu i spiskami organizowanymi głównie przez mniejszości etniczne. W polityce zagranicznej zachowywano dystans wobec Chin i ZSRR a Mjanma na prawie 26 lat została odizolowana od świata zewnętrznego. Dopiero w 1980 roku ogłoszono amnestię, dzięki której U Nu mógł wrócić do kraju (jednak z czasem w coraz większym stopniu skupiał się na praktykach medytacyjnych zamiast politycznych). Nie polepszyło to jednak nastrojów politycznych, dlatego w 1981 roku urząd Przewodniczącego Rady Państwa (prezydenta) sprawowany przez generała Ne Wina został przejęty przez generała San Yu (wcześniejszego zastępcę Ne Wina). Ne Win nie zniknął całkowicie z życia politycznego, ponieważ wciąż pozostawał szefem Birmańskiej Partii Socjalistycznej. Istotniejszymi sukcesami rządu Ne Wina okazało się rozbicie działającej w kraju partyzantki komunistycznej i częściowe pokonanie ruchów separatystycznych.
Za czasów dyktatury Ne Wina doszło do zamknięcia kraju, czyniąc z niego jedno z najbardziej izolowanych państw świata. Wyproszono zagraniczne agencje rozwojowe i doradców. Zrezygnowano z programu stypendiów zagranicznych, obecności filii zagranicznych uniwersytetów i szkół językowych. Język angielski usunięto z programu szkolnictwa. Birmańczykom zakazano wyjazdów za granicę, a obcokrajowcom wjeżdżania na teren kraju. Zaczęto skutecznie cenzurować prasę. Zakazano również tańców w stylu zachodnim, konkursów piękności, muzyki pop oraz wyścigów konnych i hazardu. Wyrzucono z Birmy wszystkich zagranicznych dziennikarzy oraz misjonarzy, a szkoły i szpitale prowadzone przez tych ostatnich znacjonalizowano. Nowa władza odwróciła się od inteligencji, ludzi wykształconych darząc nieufnością. Wielu wykwalifikowanych i wykształconych Birmańczyków udało się w tym czasie na emigrację. To w połączeniu z zamknięciem się na wpływy zewnętrzne spowodowało brak znających świat i umiejących się w nim obracać elit. Było to świadome działanie Ne Wina, który widział w tej klasie społecznej zagrożenie dla własnej władzy. Do poważnych zmian doszło w gospodarce. Rząd znacjonalizował fabryki i przedsiębiorstwa, zakazał działalności firm prywatnych i wyrzucił wszystkie firmy z obcym kapitałem. Przejęto również wszystkie banki zagraniczne, a w maju 1964 roku przeprowadzono pierwszą częściową demonetyzację. Wszystko to miało katastrofalne skutki dla gospodarki, spadła produkcja przemysłowa i wzrosło bezrobocie. Demonetyzacja pozbawiła obywateli oszczędności, a zamknięcie firm z kapitałem zagranicznym pozbawiło Birmę wykwalifikowanych finansistów, przedsiębiorców i handlowców. Rządy Ne Wina doprowadziły Birmę do gospodarczej ruiny. Z jednego z najbogatszych krajów Azji stała się najbiedniejszym.
W latach 1962–1974 Ne Win rządził za pomocą dekretów, nie informując społeczeństwa o swoich decyzjach. Najważniejszym organem decyzyjnym była Rada Rewolucyjna, której przewodniczył. Za Rady Rewolucyjnej nadano kształt administracyjny kraju. Podzielono Birmę na siedem państw (krain) związkowych (Mon, Arakan, Czin, Kaczin, Karenni, Karen i Szan) oraz siedem regionów Birmy właściwej (Sagaing, Tenasserim, Pegu, Magwe, Mandalaj, Irawadi i Rangun). Mniejszości etniczne straciły jakąkolwiek autonomię, ich administrację scentralizowano.
28 marca 1964 roku, w rocznicę wybuchu powstania komunistycznego, zdelegalizowano wszystkie partie. Głównym celem armii było „wzmocnienie państwa”. To właśnie dlatego obalono wszystkie instytucje, który mogły stać się dla armii konkurencją: takie jak partie polityczne, stowarzyszenia, organizacje i uniwersytety, a w ich miejsce powołano organy państwowe. Najważniejszą instytucją armijną stała się partia BSPP: Partia Programu Socjalistycznego Birmy, powołana 4 czerwca 1962 roku jako Partia Birmańskiej Drogi do Socjalizmu (BSWP). Zbudowana była na zasadach leninowskiego „centralizmu demokratycznego”. Obiecując promulgację nowej konstytucji, Ne Win w 1972 roku dokonał zmian w rządzie. On sam i 19 innych oficerów ściągnęło mundury i przyjęło tytuły cywilne. Istotną zmianą było dążenie do przyjęcia nowej konstytucji. Zgodnie z nową konstytucją Birma stała się Socjalistyczną Republiką Związku Birmańskiego, której systemem miała być „demokracja socjalistyczna” z jednopartyjnym rządem. Konstytucja utworzyła z Birmy państwo unitarne. Tym samym zakończyła dyskusję o jakichkolwiek prawach dla mniejszości etnicznych. Konstytucja sankcjonowała reformy administracyjne armii po zamachu stanu, ustalając siedem prowincji birmańskich oraz siedem państw związkowych mniejszości etnicznych, scentralizowanych i kontrolowanych przez Rangun, bez prawa jakiejkolwiek autonomii. Ustanowiono jednoizbowy parlament: 450-osobowe Zgromadzenie Narodowe (Ludowe) wybierane na 4-letnią kadencję. W styczniu 1974 roku odbyły się wybory do Zgromadzenia Narodowego, w których brać udział mogli tylko kandydaci BSPP. Formalnie rządy wojskowych skończyły się 2 marca 1974 roku, gdy Rada Rewolucyjna oddała władzę Zgromadzeniu. Wybrano wtedy 28-osobową Radę Państwa, na której czele stał Ne Win.
W 1982 roku ogłoszono prawo o obywatelstwie, które dzieliło obywateli na trzy kategorie. W trzeciej, ostatniej kategorii, znalazły się liczne mniejszości narodowe m.in. Szanowie (8,5% ludności kraju) i Karenowie (6,2%), pozbawione dostępu do stanowisk publicznych, wciąż stawiające opór birmańskim władzom w Rangunie i domagające się równego traktowania i poszanowania swoich praw. Partia Programu Socjalistycznej Birmy ogłosiła plan, zwany „birmańską drogą do socjalizmu”. Polegał on m.in. na nacjonalizacji przemysłu, odcinaniu się od wpływów zagranicznych (zniechęcano turystów do przyjazdu do Mjanmy) i represjonowaniu mniejszości narodowych. Junta prześladowała także przeciwników politycznych.

### Współczesna Birma
Nieudolne przeprowadzanie reform i fatalne rządy armii doprowadziły do kryzysu gospodarczego i postępującej biedy społeczeństwa. Nastąpił wybuch niezadowolenia społecznego. W marcu 1988 roku odbyły się pierwsze protesty i demonstracje uliczne. W odpowiedzi na kryzys zwołano zjazd generalny Birmańskiej Partii Programu Socjalistycznego (BPPS). Ne Win zrezygnował ze stanowiska szefa Birmańskiej Partii Socjalistycznej, mianując na swojego następcę Sein Lwina.
Protesty ludności nasilały się. 8 sierpnia 1988 roku na ulicach Rangunu doszło do wielkiej demonstracji ulicznej, nazywanej „Ruchem 88”, w której udział wzięły setki tysięcy ludzi. Podobne demonstracje odbyły się w innych centralnych miastach Birmy. Na polecenie Sein Lwina zostały one krwawo stłumione przez wojsko – przez 5 dni armia używając czołgów i ostrej broni masakrowała ludność cywilną na ulicach. Szacuje się, że liczba ofiar wyniosła od kilkuset do 2 tysięcy. W odpowiedzi państwa zachodnie nałożyły na Birmę sankcje, wycofując pomoc rozwojową.
13 sierpnia 1988 roku armię wycofano z miast a Sein Lwin podał się do dymisji. Jego miejsce zajął dr Maung Maung. Protesty jednak nadal trwały. Przez cały sierpień odbywały się dalsze demonstracje uliczne i marsze. Były to największe udokumentowane protesty miejskie w całej historii Birmy.
W efekcie protestów birmańska struktura państwowa rozpadła się, w miastach Birmy zapanował paraliż, kraj ogarnęła anarchia. Brakowało żywności, wody i leków, zaczęła drastycznie rosnąć przestępczość. Doszło do kolejnych zamieszek. W tym czasie uformowała się opozycja demokratyczna, która dążyła do objęcia władzy. Rozpoczęła się walka o władzę pomiędzy rządzącą armią, a opozycją demokratyczną. 18 września 1988 roku armia doprowadza do trzeciego w historii kraju zamachu stanu. Rząd Maung Maunga został obalony a armia ponownie zdobyła władzę, tworząc tzw. „nową juntę”.
Powołano Państwową Radę Przywrócenia Prawa i Porządku (SLORC), na czele której stanął Saw Maung. Administrację kraju oparto na okręgowych Radach Pokoju i Rozwoju, na czele których stanęli dowódcy wojskowi. Nowa junta przejęła centralną kontrolę nad sprawami politycznymi i ekonomicznymi w kraju, rozpoczynając odbudowę struktur państwa. Najważniejszym priorytetem w polityce junty stało się utrzymanie bezpieczeństwa państwa, przywrócenie stabilności i utrzymanie reżimu. W tym celu dokonano modernizacji i rozbudowy armii (której liczebność podwoiła się z 180 tys. w 1988 do 400 tys. w 1996 roku). Aby zapobiec dalszym protestom, setki tysięcy ludzi wysiedlono z centrów najważniejszych miast na wsie i prowincje. Zmieniono oficjalną nazwę państwa z Birmy na Mjanma.
We wrześniu 1988 roku ogłoszono przeprowadzenie demokratycznych wyborów do parlamentu. Armia powołała własną partię – Partię Jedności Narodowej (ang. National Union Party, NUP). Ku zaskoczeniu junty, zdecydowaną większość głosów (81%) zdobyła opozycyjna i prodemokratyczna Narodowa Liga na rzecz Demokracji (ang. National League for Democracy, NLD) pod przywództwem Aung San Suu Kyi – córki twórcy niepodległości birmańskiej Aung Sana; opozycjonistki i działaczki politycznej walczącej o demokratyczną Birmę i przestrzeganie praw człowieka, która uzyskała ogromne poparcie społeczne.
Wynik wyborów nie został uznany przez juntę. Władzy nie przekazano w ręce NLD, a jej członków aresztowano i wtrącono do więzień. Wszelkie stanowiska w państwie zostały obsadzone przez juntę, zapanowała wojskowa biurokracja zarządzana przez osoby niekompetentne i skorumpowane. Stopniowo tworzyła się uprzywilejowana elita wojskowych i ich rodzin. Wojskowe elity coraz bardziej się bogaciły, a społeczeństwo birmańskie biedniało. W najgorszej sytuacji byli chłopi zmuszani do pracy przymusowej, często jako saperzy. Prowadziło to do depopulacji wiosek i masowej migracji za granicę (głównie do Tajlandii i Indii). Aby utrzymać funkcjonowanie armii i zarządzanego przez reżim państwa, junta rozpoczęła wyprzedaż państwowych złóż surowców naturalnych, praw do połowu ryb, praw do pozyskiwania drewna i wydobycia ropy. Rozpoczął się napływ zagranicznych inwestycji, szczególnie z Chin, Singapuru i Tajlandii. Gospodarka została zdominowana przez kapitał krajów azjatyckich, w szczególności chiński.
W 1989 roku doszło do rozpadu Komunistycznej Partii Birmy (tworzonej głównie przez mniejszości etniczne). SLORC podpisał z mniejszościami etnicznymi 24 porozumienia o wstrzymaniu ognia, niemal kończąc tym samym panującą od 1948 roku wojnę domową z mniejszościami na pograniczach i uzyskując kontrolę nad prawie całym terytorium kraju.
W 1997 roku, pomimo protestów państw zachodnich, oficjalnie przyjęto Birmę do organizacji ASEAN. W listopadzie 1997 roku, SLORC zmienił swoją nazwę na Państwową Radę Pokoju i Rozwoju (ang. State Peace and Development Council, SPDC). Nastąpiła intensyfikacja prześladowań działaczy NLD, szczególnie Aung San Suu Kyi, którą wielokrotnie zamykano w areszcie domowym.
Stopniowo coraz większą władzę osiągał formalnie rządzący od 1992 roku generał Than Shwe, który zaprowadził niepodzielne rządy nad Birmą, zmieniając sposób działania junty z kolegialnego na jednoosobowy. W 2005 roku Than Shwe przeniósł stolicę kraju do nowo wybudowanego Naypyidaw. W wyniku lekkomyślnego zarządzania budżetem państwa, kosztownych inwestycji w stylu Naypyidaw oraz fatalnego zarządzania gospodarką, w obliczu zachodnich sankcji, Than Shwe doprowadził do stopniowego upadku gospodarki kraju. W czasach jego rządów nawet trzy czwarte ludności Birmy żyło poniżej granicy ubóstwa. Rząd podwyższał ceny paliwa oraz gazu, co doprowadziło do znacznej podwyżki cen żywności. W 2007 roku doszło do wybuchu społecznego. 18 września 2007 roku w najważniejszych miastach odbywają się demonstracje mnichów, zwane „Szafranową Rewolucją”. Demonstranci domagali się od junty obniżki cen paliwa i innych podstawowych dóbr oraz podjęcia dialogu z opozycją demokratyczną. Było to najpoważniejsze wystąpienie ludności od 1988 roku. Wystąpienie zostało stłumione przez reżim, nie obyło się bez ofiar śmiertelnych.
W maju 2008 roku nad południową częścią Mjanmy przeszedł cyklon Nargis doprowadzając do największej katastrofy naturalnej w historii Birmy. Zginęło ponad 130 tys. osób, a ponad 2 mln mieszkańców kraju pozostało bez pożywienia i dachu nad głową. Junta nie przyjęła zagranicznej pomocy w odpowiedzi na nałożone na Birmę sankcje, przyczyniając się tym samym do dalszych zgonów. Dopiero na skutek presji międzynarodowej (m.in. organizacji ASEAN) rząd zezwolił na pomoc. Została ona jednak rozdystrybuowana przez armię, co doprowadziło do kradzieży dóbr.
W 2008 roku ustanowiono konstytucję, która obowiązuje do dzisiaj. W konstytucji usankcjonowano uprzywilejowane miejsce armii w polityce. W ten sposób prawnie przekazano jej całą władzę. W 2010 roku odbyły się wybory powszechne, w których zwyciężyła rządowa Partia Solidarności i Rozwoju. Inauguracja nowego rządu nastąpiła 30 marca 2011 roku. Parlament wybrał na prezydenta Thein Seina (bliskiego współpracownika Than Shwe). Po raz kolejny zmieniono nazwę państwa – na „Republikę Związku Mjanma”.
Wraz z zaprzysiężeniem nowego rządu rozwiązano Państwową Radę Pokoju i Rozwoju (SPDC). Choć formalnie rządy wojskowej junty w Birmie zakończyły się, w nowo powołanym rządzie znaleźli się jedynie sami byli wojskowi.
Rząd zapoczątkował serię reform w kierunku demokracji liberalnej, gospodarki mieszanej i pojednania, m.in. z aresztu domowego zwolniono Aung San Suu Kyi, powołano do życia Narodową Komisję ds. Praw Człowieka, uwolniono 200 więźniów politycznych, wprowadzono prawo do strajku i zezwolono na działalność związków zawodowych i stonowano cenzurę . Zmiany zauważono na arenie międzynarodowej – ASEAN zaaprobował zgłoszenie Mjanmy na objęcie przewodnictwa w ASEAN-ie w 2014 roku , a w grudniu 2011 roku Mjanmę odwiedziła po raz pierwszy od 50 lat Sekretarz stanu Stanów Zjednoczonych Hillary Clinton .
W wyborach uzupełniających w 2012 roku, monitorowanych po raz pierwszy przez społeczność międzynarodową, Narodowa Liga na Rzecz Demokracji z Aung San Suu Kyi, uzyskała 43 z 45 miejsc .
8 listopada 2015 odbyły się wybory parlamentarne, w których zdecydowane zwycięstwo odniosła Narodowa Liga na Rzecz Demokracji . Parlament zebrał się po raz pierwszy 1 lutego 2016. 15 marca 2016 Htin Kyaw został wybrany pierwszym cywilnym prezydentem Mjanmy od 1962 roku . 6 kwietnia 2016 Aung San Suu Kyi objęła stanowisko szefowej rządu  . W listopadzie 2017 kraj ten odwiedził papież Franciszek jako pierwszy zwierzchnik Kościoła Katolickiego w historii.
1 lutego 2021 roku armia dokonała zamachu stanu i poinformowała, że przejmuje władzę w kraju na rok. Szefowa rządu, Aung San Suu Kyi, jak również prezydent Win Myint, zostali aresztowani. Obowiązki prezydenta przejął dotychczasowy wiceprezydent, emerytowany generał Myint Swe.
Zamach stanu dokonany przez wojsko w Mjanmie odbył się pod pretekstem punktu 417 tamtejszej konstytucji, który umożliwia przekazanie władzy armii w razie zagrożenia suwerenności kraju i zagrożenia „jedności narodowej”. Mimo tego, padają oskarżenia, iż przyczyną była ogromna przegrana wyborcza wojskowych, którzy otrzymali zaledwie ponad 6% poparcia. Dodatkowo sytuację zaognia fakt rosnącej roli Chin Ludowych, z którymi Mjanma ma najdłuższą granicę. Po otwarciu się Birmy na świat, zaczęła jednocześnie słabnąć rola wojskowych. Sama armia uległa osłabieniu co uczyniło ją łatwiejszym celem w potencjalnym starciu z Chinami. Ostatnią decyzją władz demokratycznych dążących do zmiany tego stanu był zakup broni od Rosji. Aresztowanie liderki opozycji antywojskowej, do przewrotu piastującej urząd premiera, Aung San Suu Kyi i postawianie jej wielu zarzutów (między innymi za nielegalne posiadanie krótkofalówki) wywołały tzw. Kampanię Nieposłuszeństwa, czyli bunt obywateli przeciwko wojskowemu zamachowi stanu. Wojsko odpowiedziało na to 426 aresztowaniami. Mieszkańcy zaczęli organizować patrole sąsiedzkie aby bronić się przed nalotami dokonywanymi przez policję. Wojsko w odpowiedzi na to odcięło mieszkańcom kraju Internet w nocy z 15 na 16 lutego. Protestujący również wykonali działania ofensywne. 16 lutego zablokowali linię kolejową łączącą miasta Rangun i Mulmejn. Sami wojskowi deklarują, że wybory były sfałszowane i że pragną doprowadzić do wyborów, choć najprawdopodobniej były to najbardziej demokratyczne wybory w historii Birmy. Kryzys rozpoczął się 14 lutego demonstracją kilkuset osób przed elektrownią w miejscowości Myitkyina, wówczas wojsko otworzyło do tych ludzi ogień i wyprowadziło czołgi na ulice miast w całym kraju skutkiem czego były wielkie protesty w całym kraju, doszło do walk służb mundurowych z tłumami manifestantów, próbującymi zastosować środki obrony koniecznej wobec nielegalnych działań i nielegalnej jurysdykcji. W wyniku tego użyto przeciw manifestantom broni palnej, opozycja demokratyczna odpowiedziała zaś bronią chemiczną, strajkami i blokadami. Przejęta została główna trasa kolejowa, wysadzono fabryki będące własnością obywateli ChRL. Do walki z władzą wojskową przyłączyły się oddziały muzułmańskich mniejszości, którzy wraz z dowództwem opozycji wyjęli kolejne obszary kraju poza jurysdykcję nielegalnych władz wojskowych, a także prowadzą szkolenia w zakresie produkcji broni metodami domowymi, mające przybliżyć manifestantów do obalenia władz wojskowych i przywrócenia władzy zwycięzcom wyborów. Oprócz metod siłowych, stosowane są również manifestacje i akcje jako część wojny psychologicznej.
Aktualną stolicą Mjanmy jest Naypyidaw. Poniższa tabela przedstawia listę stolic państw ważnych w historii Mjanmy począwszy od IX wieku do dzisiaj. Lista została uporządkowana według porządku dynastycznego i chronologicznego. Stolice całego kraju zapisano czcionką pogrubioną.
| Państwo                         | Stolica                     | Daty pełnienia funkcji stolicy       | Uwagi         |
| ------------------------------- | --------------------------- | ------------------------------------ | ------------- |
| Królestwo Paganu                | Pagan                       | 23 grudnia 849 – 17 grudnia 1297     | [ d ]         |
| Królestwo Myinsaing             | Myinsaing, Mekkhaya i Pinle | 17 grudnia 1297 – 1302/03?           | [ e ]         |
| Królestwo Myinsaing             | Myinsaing i Pinle           | 1302/03? – 13 kwietnia 1310          | [ f ]         |
| Królestwo Pinya                 | Pinle                       | 13 kwietnia 1310 – 11 lutego 1313    | [ 47 ]        |
| Królestwo Pinya                 | Pinya                       | 11 lutego 1313 – wrzesień 1364       | [ 48 ]        |
| Królestwo Sikongu               | Sikong                      | 16 maja 1315 – kwiecień 1364         | [ 49 ] [ 48 ] |
| Królestwo Ava                   | Sikong                      | kwiecień – wrzesień 1364             | [ 48 ]        |
| Królestwo Ava                   | Pinya                       | wrzesień 1364 – 26 lutego 1365       | [ 50 ]        |
| Królestwo Ava                   | Ava                         | 26 lutego 1365 – 22 stycznia 1555    | [ 51 ]        |
| Królestwo Pyain                 | Pyain                       | ok. listopada 1482 – 19 maja 1542    | [ 52 ]        |
| Królestwo Hanthawaddy           | Martaban                    | 4 kwietnia 1287 – 1363               | [ g ]         |
| Królestwo Hanthawaddy           | Donwun                      | 1363 – 1369                          | [ h ] [ 53 ]  |
| Królestwo Hanthawaddy           | Pegu                        | 1369 – styczeń 1539                  | [ 53 ]        |
| Królestwo Hanthawaddy           | Pegu                        | czerwiec 1550 – 12 marca 1552        | [ 51 ]        |
| Królestwo Mrauk U               | Launggyet                   | 18 kwietnia 1429 – 16 listopada 1430 | [ 54 ]        |
| Królestwo Mrauk U               | Myauk U                     | 16 listopada 1430 – 2 stycznia 1785  | [ i ] [ 55 ]  |
| Dynastia Taungngu               | Taungngu                    | 16 października 1510 – 1539          | [ 56 ] [ 57 ] |
| Dynastia Taungngu               | Pegu                        | 1539 – 30 kwietnia 1550              | [ 58 ]        |
| Dynastia Taungngu               | Taungngu                    | 11 stycznia 1551 – 12 marca 1552     | [ 51 ]        |
| Dynastia Taungngu               | Pegu                        | 12 marca 1552 – 19 grudnia 1599      | [ 59 ]        |
| Dynastia Taungngu               | Ava                         | 19 grudnia 1599 – 14 maja 1613       | [ j ]         |
| Dynastia Taungngu               | Pegu                        | 14 maja 1613 – 25 stycznia 1635      | [ 60 ]        |
| Dynastia Taungngu               | Ava                         | 25 stycznia 1635 – 23 marca 1752     | [ 61 ]        |
| Odrodzone Królestwo Hanthawaddy | Pegu                        | listopad 1740 – 6 maja 1757          | [ 62 ] [ 63 ] |
| Dynastia Konbaung               | Shwebo                      | 29 lutego 1752 – 26 lipca 1760       | [ 64 ] [ 65 ] |
| Dynastia Konbaung               | Sikong                      | 26 lipca 1760 – 23 lipca 1765        | [ 66 ]        |
| Dynastia Konbaung               | Ava                         | 23 lipca 1765 – 13 maja 1783         | [ 67 ]        |
| Dynastia Konbaung               | Amarapura                   | 13 maja 1783 – 22 listopada 1821     | [ 68 ]        |
| Dynastia Konbaung               | Ava                         | 22 listopada 1821 – 10 lutego 1842   | [ 69 ]        |
| Dynastia Konbaung               | Amarapura                   | 10 lutego 1842 – 23 maja 1859        | [ 70 ]        |
| Dynastia Konbaung               | Mandalaj                    | 23 maja 1859 – 29 listopada 1885     | [ 71 ]        |
| Birma Brytyjska                 | Mulmejn i Sittwe            | 24 lutego 1826 – 20 grudnia 1852     | [ k ]         |
| Birma Brytyjska                 | Mulmejn, Sittwe i Rangun    | 20 grudnia 1852 – 31 stycznia 1862   | [ l ]         |
| Birma Brytyjska                 | Rangun                      | 31 stycznia 1862 – 7 marca 1942      | [ m ]         |
| Birma Brytyjska                 | Rangun                      | 3 maja 1945 – 4 stycznia 1948        |               |
| Birma pod okupacją japońską     | Rangun                      | 7 marca 1942 – 3 maja 1945           |               |
| Birma                           | Rangun                      | 4 stycznia 1948 – 26 marca 2006      |               |
| Birma                           | Naypyidaw                   | od 27 marca 2006                     |               |

## Ustrój polityczny
Formalnie od marca 2011 rządzi cywilny rząd wyłoniony w wyniku wyborów parlamentarnych. Przejął władzę od junty wojskowej, która rządziła krajem z niewielkimi przerwami od 1962, kiedy to zamachu stanu dokonał generał Ne Win. W 1988 Ne Win zrezygnował z władzy, lecz ta nadal pozostała w rękach wojska (m.in. wskutek unieważnienia demokratycznych wyborów w 1990). Od 1992 na czele państwa stał generał Than Shwe noszący oficjalny tytuł „Przewodniczący Państwowej Rady Pokoju i Rozwoju Państwa”. 30 marca 2011 junta została rozwiązana.
W maju 2008 odbyło się referendum konstytucyjne, które – choć krytykowane za nadużycia przez birmańską opozycję (partia Aung San Suu Kyi wzywała do głosowania na „nie”) oraz międzynarodowe organizacje praw człowieka  – rozpoczęło powolny proces demokratyzacji kraju. 7 listopada 2010 roku odbyły się pierwsze od 20 lat wybory parlamentarne, w których zdecydowane zwycięstwo odniosła rządząca (popierana przez wojskowych) Partia Związek Solidarności i Rozwoju (Union Solidarity and Development Party), zdobywając ponad 75% miejsc. Nie zostały one uznane za w pełni wolne, sprawiedliwe i powszechne przez opinię międzynarodową, m.in. Unię Europejską . W styczniu 2011 zebrał się parlament wyłoniony w wyniku tych wyborów i wskazał dotychczasowego premiera Thein Sein jako prezydenta państwa. Nowy rząd podjął reformy demokratyczne, uwalniając ok. 200 więźniów politycznych (w tym zwalniając z aresztu domowego Aung San Suu Kyi), łagodząc cenzurę, zezwalając na tworzenie związków zawodowych i przyznając im prawo do strajku. 1 kwietnia 2012 odbyły się wybory uzupełniające do parlamentu, w których zdecydowane zwycięstwo (40 miejsc na 45 wybieranych) odniosła Narodowa Liga na rzecz Demokracji (National League for Democracy) . Postępy demokratyzacji skłoniły kolejne państwa do znoszenia sankcji nałożonych na Birmę; 14 maja 2012 zawieszenie na rok sankcji wobec Birmy ogłosiła Unia Europejska .
Święto narodowe: 4 stycznia – rocznica proklamowania niepodległości.

## Podział administracyjny

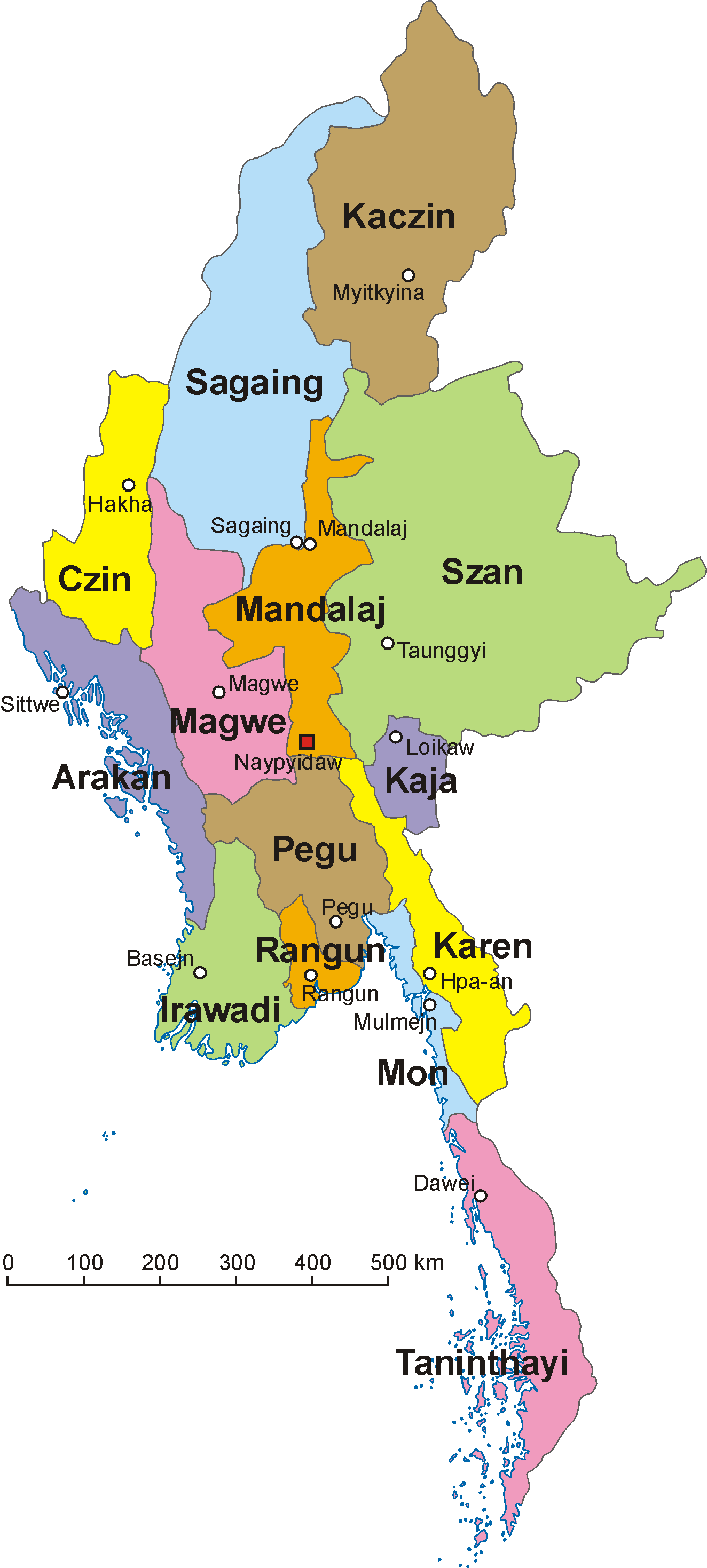
Podział administracyjny Mjanmy

Kraj pod względem administracyjnym dzieli się na 7 stanów i 7 prowincji.
| Nazwa prowincji | Stolica   |
| --------------- | --------- |
| Kaczin          | Myitkyina |
| Sikong          | Sikong    |
| Szan            | Taunggyi  |
| Mandalaj        | Mandalaj  |
| Kaja            | Lwaingkaw |
| Czin            | Haka      |
| Magwe           | Magwe     |
| Arakan          | Sittwe    |
| Irawadi         | Basejn    |
| Rangun          | Rangun    |
| Pegu            | Pegu      |
| Mon             | Mulmejn   |
| Karen           | Ba-an     |
| Taninthayi      | Tawè      |

## Demografia
źródło
- Narodowości

- Bamarowie – 68%
- Szanowie – 9%
- Karenowie – 7%
- Arakanowie – 4%
- Chińczycy – 3%
- Hindusi – 3%
- Monowie – 2%
- Czinowie – 1%
- pozostali (co najmniej 128 narodów i grup etnicznych) – 5%.

- Przyrost naturalny: 1,01% (2015); 18,39 urodzeń na 1000 mieszkańców rocznie (2015).

### Religia

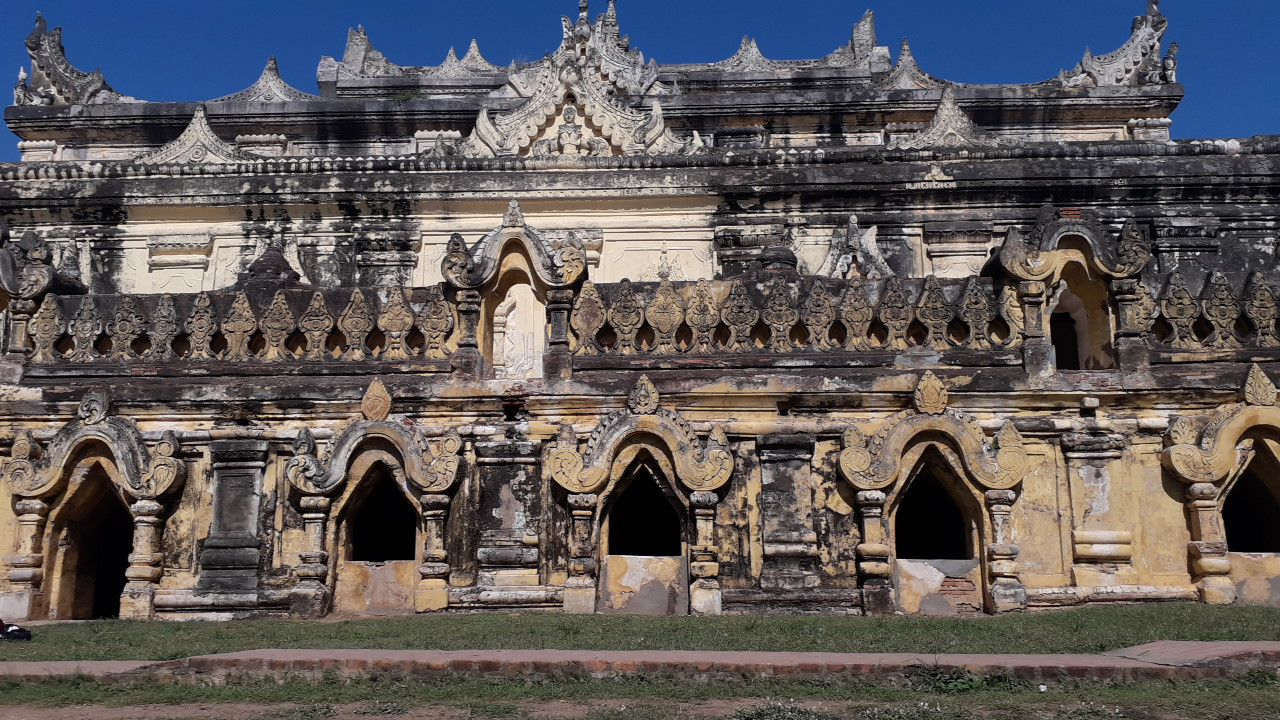
Klasztor w Innwa

Struktura religijna kraju według spisu powszechnego z 2014 roku:
- buddyzm – 89,8% (45 185 449)
- chrześcijaństwo – 6,3% (3 172 479 – większość chrześcijan w Mjanmie to baptyści[79]).
- islam – 2,3% (1 147 495)
- hinduizm – 0,5% (257 763)
- tradycyjne religie plemienne – 0,8% (408 045)
- inne religie – 0,2% (82 825)
- brak religii – 0,1% (30 844)

Zmiany według spisów powszechnych:
| Religia                      | % populacji 1973 | % populacji 1983 | % populacji 2014 |
| ---------------------------- | ---------------- | ---------------- | ---------------- |
| Buddyści                     | 88,8%            | 89,4%            | 89,8/87,9%       |
| Chrześcijanie                | 4,6%             | 4,9%             | 6,3/6,2%         |
| Islam                        | 3,9%             | 3,9%             | 2,3/4,3%         |
| Hindusi                      | 0,4%             | 0,5%             | 0,5%             |
| tradycyjne religie plemienne | 2,2%             | 1,2%             | 0,8%             |
| Inni                         | 0,1%             | 0,1%             | 0,2%             |
| Brak religii                 | n/a              | n/a              | 0,1%             |

## Gospodarka
PKB (PSN) na jednego mieszkańca w Mjanmie wyniósł w 2015 roku szacunkowo 5500 USD. Struktura PKB kształtuje się następująco:
- rolnictwo: 36,1%
- przemysł: 22,3%
- usługi: 41,6%

Eksportuje się głównie: gaz, produkty drzewne, rośliny strączkowe, ryż, minerały, m.in. jadeit i kamienie szlachetne. Importuje się zaś: tkaniny, paliwa, nawozy, cement, materiały budowlane, produkty żywnościowe, oleje jadalne. Głównymi partnerami handlowymi są: Chiny, Tajlandia, Indie, Singapur i Japonia.

### Turystyka
W 2015 roku kraj ten odwiedziło 4,681 mln turystów (51,9% więcej niż w roku poprzednim – to największy wzrost w Azji), generując dla niego przychody na poziomie 2,092 mld dolarów.

## Kalendarz
Zgodnie z tradycyjną astronomią, w Mjanmie tydzień ma 8 dni. Nie ma to jednak wpływu na kalendarz, gdyż ósmy dzień to środa wieczór zwany Yarhu. Jednak Yarhu nie jest uważany za istotny dzień w tygodniu i nie jest oznaczany w kalendarzu. Podział ten wynika ze względu na kształt buddyjskich pagód, w którym każdej z ośmiu stron jest przyporządkowany jeden dzień ośmiodniowego tygodnia. Dwie ze stron przypadają na środę. Jedna na poranek i popołudnie, a druga, właśnie Yarhu, na wieczór. Niedziela jest uznawana za pierwszy dzień tygodnia. Yarhu to piąty dzień.